# Московский дворик
«Моско́вский дво́рик» — пейзаж русского художника Василия Поленова (1844—1927), оконченный в 1878 году. Принадлежит Государственной Третьяковской галерее (инв. 2670). Размер — 64,5 × 80,1 см. Вместе с двумя другими произведениями Поленова конца 1870-х годов — картинами «Бабушкин сад» и «Заросший пруд» — полотно «Московский дворик» относят к «своеобразной лирико-философской трилогии художника».
На картине изображён двор дома, расположенного на пересечении Дурновского и Трубниковского переулков, во флигеле которого Поленов снимал квартиру в 1877—1878 годах. За двориком и прилегающими к нему строениями находится храм Спаса Преображения на Песках, а в правой части полотна видны очертания церкви Николая Чудотворца в Плотниках. В произведении органично сочетаются пейзажные и жанровые мотивы.
Картина «Московский дворик» была представлена на московской части 6-й выставки Товарищества передвижных художественных выставок («передвижников»), открывшейся в мае 1878 года. Она стала первым произведением Поленова, представленным на передвижных выставках. Прямо с выставки полотно было приобретено у автора Павлом Третьяковым.
По мнению искусствоведа Алексея Фёдорова-Давыдова, картина «Московский дворик» «полна простой и ясной задушевной поэтичности», и это произведение Поленова «было новым словом в русской пейзажной живописи и сыграло в ней большую роль». Искусствовед Тамара Юрова отмечала, что это полотно вошло в число «жемчужин русской школы живописи» и стало «этапным произведением в истории русского пейзажа». Искусствовед Виталий Манин называл «Московский дворик» «шедевром пейзажного искусства» и писал, что «одной такой картины достаточно, чтобы войти в историю».

## История

### Предшествующие события
В 1863—1871 годах Василий Поленов обучался в Академии художеств, где сначала (до 1866 года) был вольнослушателем, а затем — постоянным учеником. Его наставниками в классе исторической живописи были Алексей Марков, Пётр Басин, Пётр Шамшин, Александр Бейдеман и Карл Вениг. В 1871 году за полотно «Воскрешение дочери Иаира» (ныне в НИМ РАХ) Поленов был удостоен большой золотой медали Академии художеств. Вместе с этой наградой он получил звание классного художника 1-й степени, а также право на пенсионерскую поездку за границу. В 1872—1873 годах Поленов побывал в Германии и Италии, а в 1873—1876 годах жил и работал в Париже. В письме к родителям, написанном незадолго до окончания своей заграничной поездки, художник сообщал: «Тут я пробовал и перепробовал все роды живописи: историческую, жанр, пейзаж, марину, портрет головы, образа, животных, nature morte и так далее и пришёл к заключению, что мой талант всего ближе к пейзажному бытовому жанру, которым я и займусь».

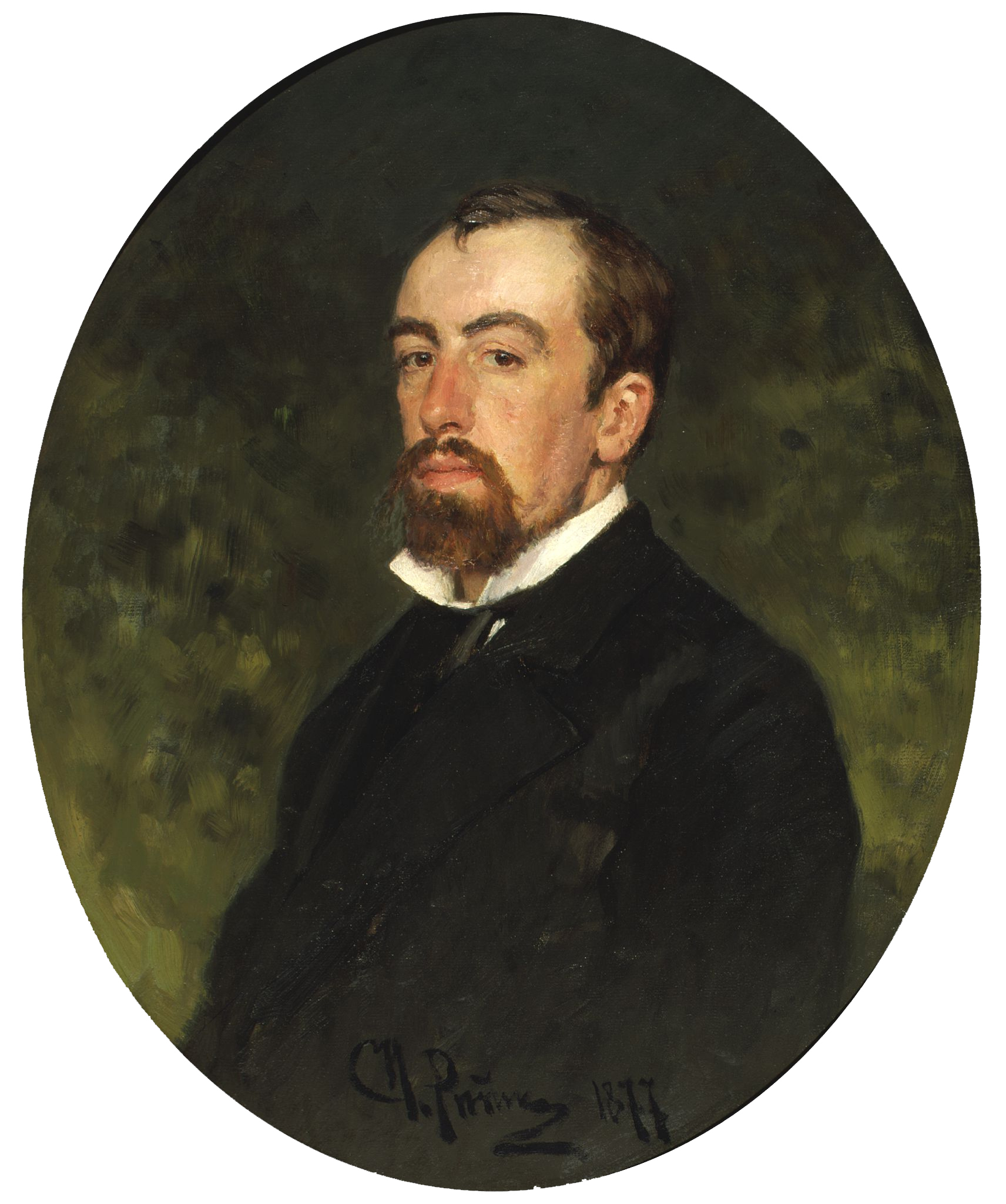
И. Е. Репин. Портрет В. Д. Поленова (1877, ГТГ)

Летом 1876 года Поленов вернулся в Санкт-Петербург. В том же году «за отличные познания в живописи, доказанные представленными работами», Академия художеств присвоила ему звание академика. Осенью 1876 года, присоединившись к русской добровольческой армии, принимавшей участие в Сербско-турецкой войне, Поленов направился в район боевых действий, где создал ряд рисунков по мотивам своих батальных впечатлений. В конце года художник возвратился в Санкт-Петербург, однако с желанием как можно скорее переселиться в Москву. В письме к Елизавете Мамонтовой (жене предпринимателя и мецената Саввы Мамонтова), датированном 24 декабря 1876 года, Поленов сообщал: «Сильно стремлюсь к вам в Москву, вероятно, в ней будет сподручнее работать, чем в Питере, где ни минутки нельзя иметь свободной, чтобы сосредоточиться…».
По поводу переезда Поленов также советовался с художественным критиком Владимиром Стасовым, который в письме от 3 января 1877 года написал художнику: «Вы собираетесь поселиться в Москве <…>, а между тем Москва Вам ровно ни на что не нужна, точь-в-точь как и вся вообще Россия. У Вас склад души ничуть не русский, не только не исторический, но даже и не этнографический. Вам бы всего лучше жить постоянно в Париже или Германии. Разве что только вдруг с Вами совершится какой-то неожиданный переворот, откроются какие-то неведомые доселе коробочки и польются неизвестные сокровища и новости. Конечно, я не пророк!». Поленов, расстроенный критическими замечаниями Стасова, поделился своими сомнениями с художником Ильёй Репиным. В письме, посланном из Чугуева и датированном 20 января 1877 года, Репин писал Поленову: «Нет, брат, вот увидишь сам, как заблестит перед тобою наша русская действительность, никем не изображённая. Как втянет тебя, до мозга костей, её поэтическая правда, как станешь ты постигать её, да со всем жаром любви переносить на холст — так сам удивишься тому, что получится перед твоими глазами и сам первый насладишься своим произведением, а затем и все не будут перед ним зевать».

### Переезд в Москву и работа над картиной
В июне 1877 года художник приехал в Москву, где остановился у друга своего отца, промышленника и издателя Фёдора Чижова. В Москве Поленов собирался работать над исторической картиной «Пострижение негодной царевны». Кроме этого, художник планировал осуществить поездку по Волге и восточной части России, но вскоре после приезда в Москву отказался от этой идеи.

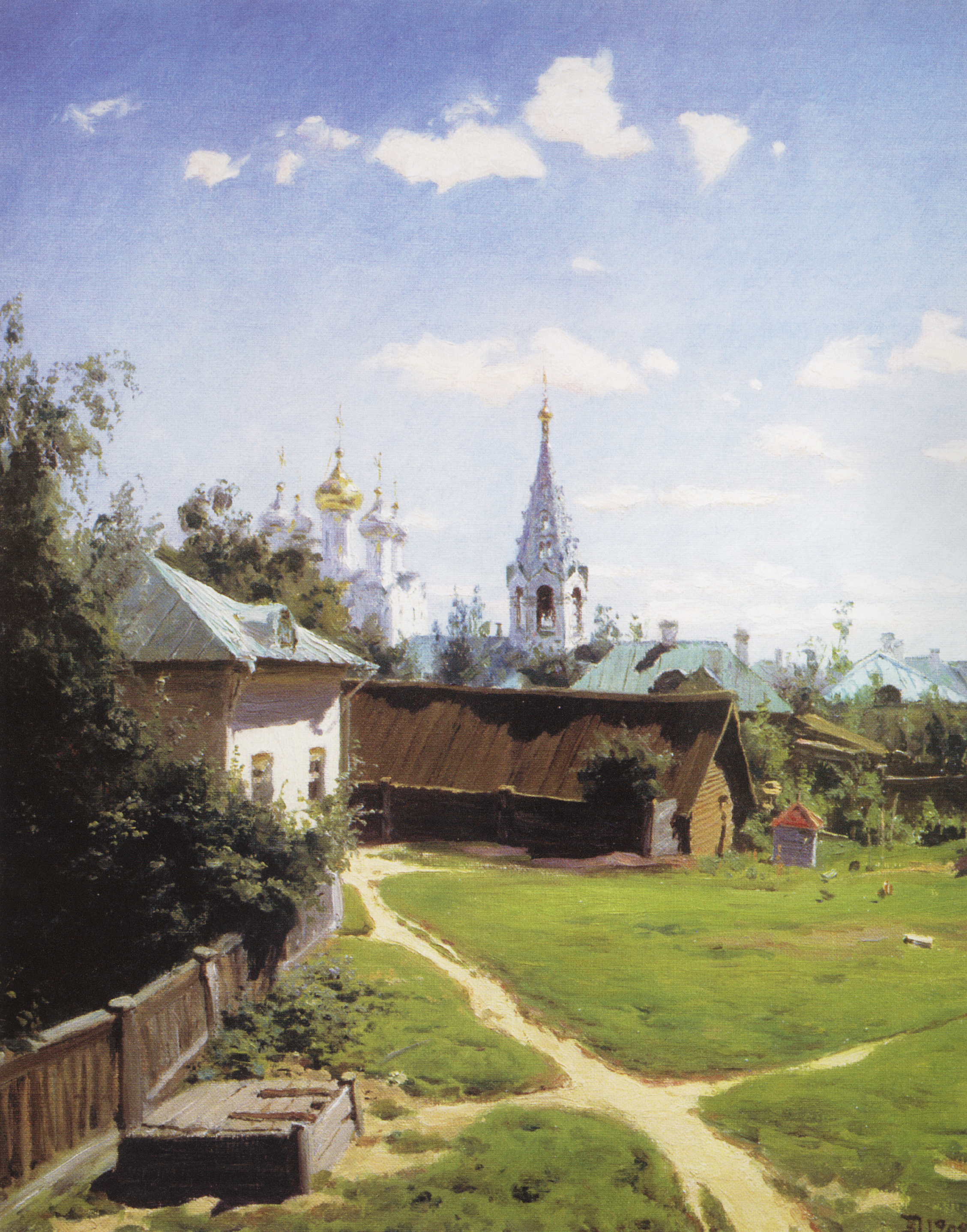
Московский дворик (первоначальный вариант, 1877, ГТГ)

Поиски квартиры заняли около трёх недель. 23 июня 1877 года Поленов написал Чижову: «Моё новое жилище очень неподалёку от Вас, находится оно в Дурновском переулке между Новинским бульваром и Собачьей площадкой». В том же письме Поленов сообщал свой новый адрес: «Москва, Дурновский переулок близ Спаса на Песках, дом Баумгартен». Поленов снял квартиру вместе со своим товарищем — художником Рафаилом Левицким. Василий Дмитриевич позже вспоминал (согласно записям его сына): «Я ходил искать квартиру. Увидал на двери записку, зашёл посмотреть и прямо из окна мне представился этот вид. Я тут же сел и написал его». Художник имел в виду первоначальный этюд-вариант «Московского дворика» (в составленном самим Поленовым списке его работ он был записан под названием «Арбатский уголок»). Летом того же года, уже проживая в Дурновском переулке, Поленов начал работу над основной версией полотна «Московский дворик», а также над картиной «Бабушкин сад». В тот же период художник работал над этюдами, изображающими соборы и интерьеры Московского Кремля.
По-видимому, значительная часть работы над «Московским двориком» была проделана Поленовым в июле и первой половине августа 1877 года, поскольку в последующие месяцы ему пришлось много путешествовать. В начале июля 1877 года родители Василия Дмитриевича — Дмитрий Васильевич и Мария Алексеевна — пригласили его к себе на дачу, которая находилась в деревне Петрушки под Киевом; по всей видимости, поездка в Киевскую губернию состоялась в августе. Сентябрь того же года Поленов провёл в Ольшанке — имении его бабушки Веры Николаевны Воейковой, расположенном в Борисоглебском уезде Тамбовской губернии. В конце 1877 — начале 1878 годов Поленов находился на болгарском фронте Русско-турецкой войны, где он выполнял обязанности художника при штабе русской армии.

### 6-я передвижная выставка и продажа картины
9 марта 1878 года в Санкт-Петербурге открылась 6-я выставка Товарищества передвижных художественных выставок («передвижников»), которая работала до 22 апреля, а затем переместилась в Москву, где продолжила свою работу 7 мая. На петербургской части выставки картин Поленова представлено не было. Известно, что Поленов пытался, хотя бы с запозданием, отправить туда «Московский дворик» — в письме к художнику Ивану Крамскому, посланном из Москвы и датированном 13 апреля 1878 года, он писал: «…картинка моя на передвижную выставку готова (т. е. картинка давно готова, а рама только теперь). К сожалению, я не имел времени сделать более значительной вещи, [а] мне хотелось выступить на передвижной выставке с чем-нибудь порядочным; надеюсь в будущем заработать потерянное для искусства время. Картинка моя изображает дворик в Москве в начале лета». В том же письме Поленов советовался с Крамским по поводу дальнейших действий: «Теперь я не знаю, стоит ли послать её [картину] в Петербург или дождаться уже, когда выставка сюда приедет», и просил сообщить, «до каких пор продолжится выставка в Петербурге». В ответном письме, датированном 14 апреля 1878 года, Крамской писал Поленову, что он сожалеет, «что здесь, в Петербурге, не явилось Вашего имени (так как выставка закрывается 22 апреля и немедленно отправляется в Москву)». По словам Крамского, «дело от того не изменяется; не изменится оно и от того: более или менее значительное Вы поставите».

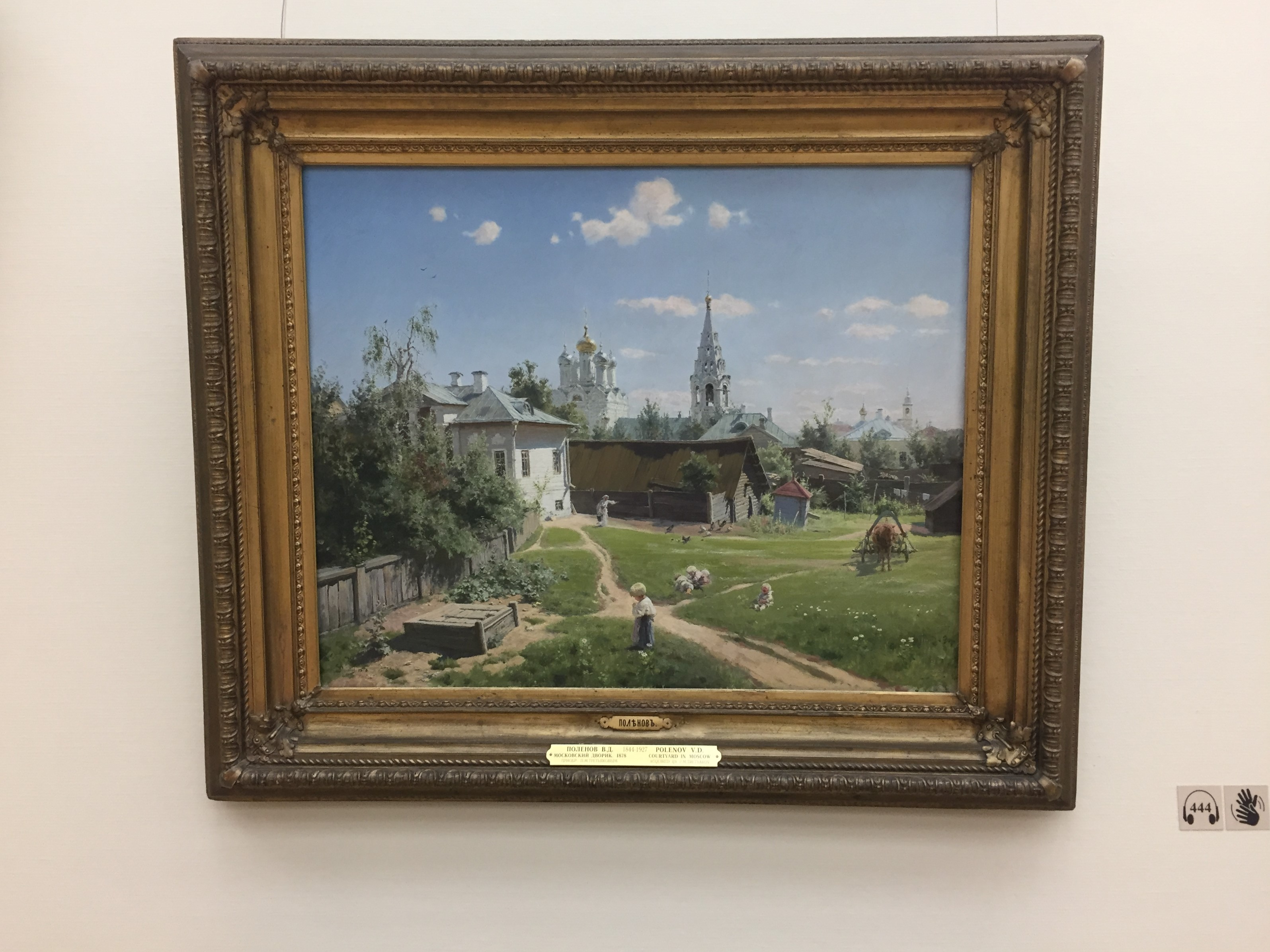
Картина «Московский дворик» в ГТГ

Таким образом, полотно «Московский дворик» было представлено на московской части 6-й передвижной выставки, проходившей с 7 мая по 1 июля 1878 года в здании Московского училища живописи, ваяния и зодчества. Автор рецензии, опубликованной в газете «Московские ведомости», причислял «Дворик» к «настоящим жанровым картинам», делая основной акцент на усадебном доме: «Старинный деревянный дом, дом особняк, <…> закутался в тёплую тень старинного густого разросшегося сада. <…> Мы знаем его, это родовое гнездо… Да, это он, старинный мирный дом, доживающий свой век вместе со своим садом и своим „двориком“. Картина та принадлежит г. Поленову и называется „Дворик в Москве“». В другом обзоре произведений передвижной выставки писали про «прелестный, смеющийся, миниатюрный ландшафт г-на Поленова», отмечая, что «глаз не хочется отвести от этой радостной, патриархальной картинки…». Художник Василий Бакшеев вспоминал: «Когда „Московский дворик“ был впервые выставлен, рядом с ним все этюды и пейзажи других художников казались чёрными, как клеёнка, настолько много света, воздуха, жизнерадостности и правды было в этой небольшой по размеру, но глубокой по содержанию картине».
Прямо с выставки картина была приобретена у автора Павлом Третьяковым, который в письме к Ивану Крамскому от 11 мая 1878 года следующим образом охарактеризовал это полотно: «Поленов поставил очень милую вещь, не пейзаж и не жанр, а вроде того и другого: московский или провинциальный барский дворик, заросший травой. Типично и красиво написано». В письме к художнику Павлу Чистякову, датированном 19 мая 1878 года, Поленов сообщал: «Картинка моя действительно продана, её купил Павел Михайлович Третьяков».
Картина «Московский дворик» стала первым произведением Поленова, представленным на выставках передвижников. В письме к Павлу Чистякову от 19 мая 1878 года Поленов писал о своём давнем желании стать членом Товарищества передвижных художественных выставок: «…вот уже шесть лет, как я желаю поступить, да разные внешние обстоятельства мешали. Теперь, насколько я понимаю, этих обстоятельств больше нет и я свободен, а все симпатии мои были на стороне этого общества с самого его возникновения, поэтому, если меня примут в члены, то я буду очень этим доволен». 27 мая 1878 года на общем собрании членов Товарищества, проходившем в Москве, Поленов был единогласно избран его полноправным членом. Сам художник писал: «Избрание меня в члены Товарищества стало для меня великим событием». С тех пор он регулярно представлял свои работы на передвижных выставках, вплоть до последней выставки, состоявшейся в 1923 году.

### Последующие события

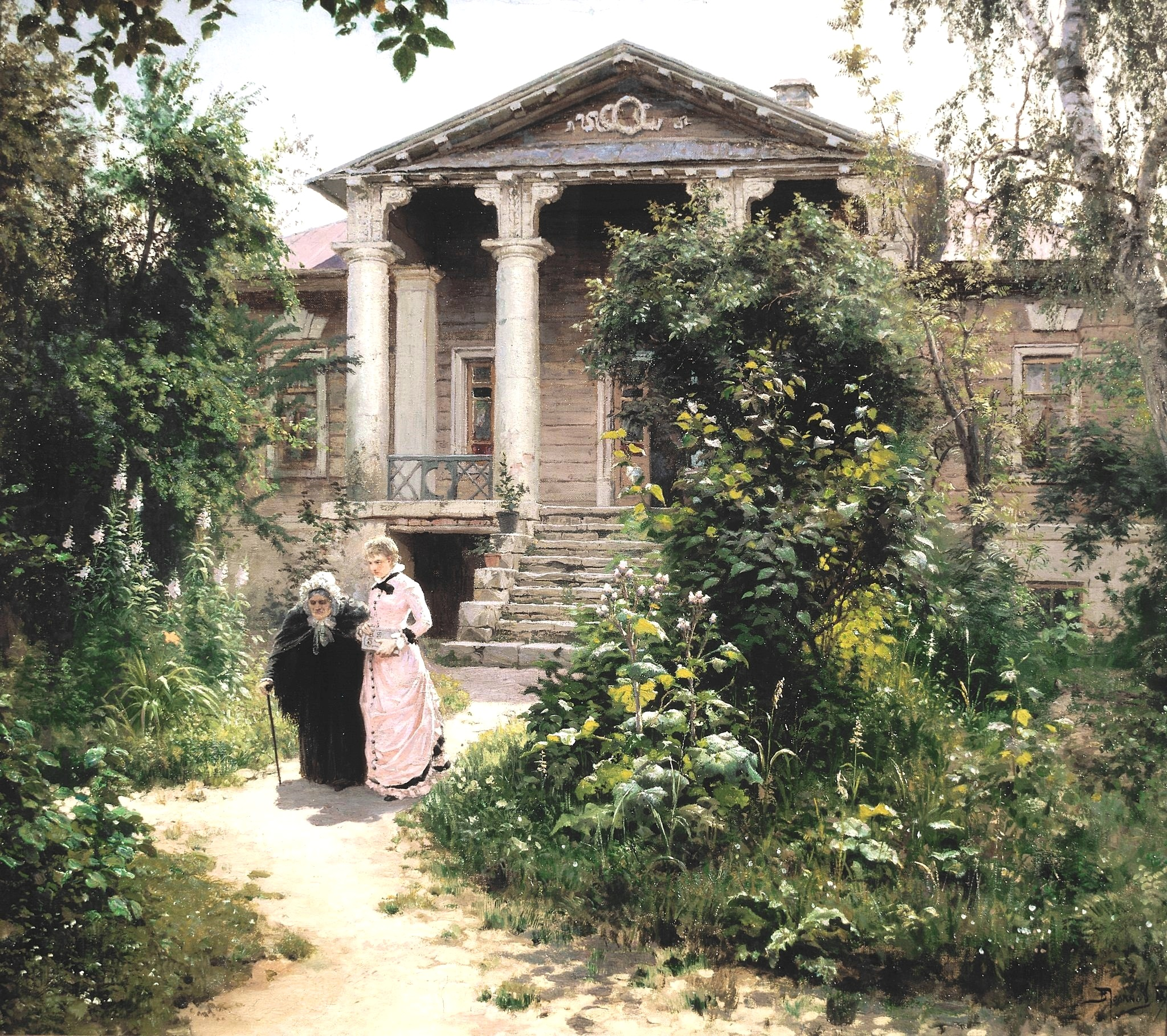
Бабушкин сад (1878, ГТГ)

В 1878 году Поленов закончил работу над картиной «Бабушкин сад», на которой был изображён тот же самый усадебный дом, что и в «Московском дворике». Вместе с двумя другими произведениями художника («Удильщики» и «Лето»), полотно «Бабушкин сад» было представлено на 7-й передвижной выставке, открывшейся 23 февраля 1879 года в Санкт-Петербурге.
В мае 1879 года, после посещения Третьяковской галереи, у Поленова появилось желание внести кое-какие изменения в «Московский дворик» — в частности, улучшить изображение световоздушной среды. В письме к Павлу Третьякову, датированном 29 мая 1879 года, художник писал: «Был я вчера в Вашей галерее и видел там мой дворик. Воздух в нём крайне не понравился, на этюде он гораздо лучше, поэтому покорнейше прошу Вас позволить мне его пройти». По-видимому, разрешение было получено, поскольку проведённые в 1994—1995 годах технико-технологические исследования картины показали, что художник в самом деле провёл соответствующую работу над пейзажем. По некоторым сведениям, 29 января 1880 года Поленов спрашивал Третьякова о возможности представить «Московский дворик» на петербургской части 8-й передвижной выставки, так как до этого полотно в Санкт-Петербурге не экспонировалось. В официальном каталоге выставки, открывшейся 6 марта 1880 года, «Московского дворика» не было, но были другие произведения Поленова — «Заросший пруд», «Долина смерти» и «Турецкий аванпост».
Впоследствии картина «Московский дворик» экспонировалась на ряде выставок, в том числе на проходившей в Третьяковской галерее экспозиции, посвящённой 25-летию со дня смерти П. М. Третьякова (1923), а также на персональных выставках Поленова, состоявшихся в 1924 году в Москве, в 1969 году в Ленинграде и в 1994—1995 годах в Москве и Санкт-Петербурге. В 1971—1972 годах полотно принимало участие в выставке «Пейзажная живопись передвижников» (Киев, Ленинград, Минск, Москва), приуроченной к столетию ТПХВ. Полотно было одним из экспонатов юбилейной выставки к 175-летию со дня рождения Поленова, проходившей с октября 2019 года по февраль 2020 года в Новой Третьяковке на Крымском Валу.
В настоящее время картина «Московский дворик» выставляется в зале № 35 основного здания Третьяковской галереи в Лаврушинском переулке. В том же зале экспонируются и два других полотна из лирико-философской трилогии Поленова конца 1870-х годов — «Бабушкин сад» и «Заросший пруд», а также другие произведения художника.

## Описание
На картине изображён типичный московский дворик второй половины XIX века в ясный летний день. На зелёной лужайке, раскинувшейся между домами, сараями и деревянными заборами, играют дети. Два мальчика, лёжа на траве, возятся с кошкой, а в стороне от них плачет маленький ребёнок. Ближе к переднему плану стоит, рассматривая сорванный цветок, светловолосая девочка (возможно, старшая сестра плачущего ребёнка). Вдали, у сарая, идёт женщина с ведром, у колодца бродят куры, а у правого края полотна стоит впряжённая в телегу лошадь, терпеливо ожидающая своего хозяина. У забора сушится развешенное на верёвке бельё. Диагонали тропинок, пересекающих дворик, демонстрируют глубину пространства. Три фигурки — девочка с цветком, женщина с ведром и стоящая лошадка — составляют треугольник композиции, подчёркивающий соотношения масштабов.
Фрагменты картины «Московский дворик»
В левой части полотна находятся огороженный забором сад и старый усадебный дом, торец которого обращён к лужайке. Этот же усадебный дом, но со стороны сада, был изображён Поленовым на картине «Бабушкин сад», также датированной 1878 годом. Установить место, откуда Поленову мог открыться такой вид, помог «Атлас столичного города Москвы», составленный в 1852—1853 годах топографом Алексеем Хотевым, а также алфавитный указатель к этому атласу. Усадьба, находившаяся на пересечении Дурновского и Трубниковского переулков, обозначена на карте под номером 148. В частности, она включала в себя примыкавший к Трубниковскому переулку усадебный дом, а также выходивший на Дурновский переулок флигель. Согласно алфавитному указателю, в 1850-х годах эта усадьба принадлежала подполковнику Александру Николаевичу Юрьеву. После смерти Юрьева усадьба перешла к его вдове, а затем (по данным на 1882 год) была записана на имя корнета Николая Львовича Баумгартена — мужа дочери Юрьевых. Князь Георгий Львов, живший в том же доме, что и автор «Московского дворика», впоследствии вспоминал: «Наш дом Юрьевой, потом Баумгартен, увековечен Поленовым, который тоже жил в нём, в его картине „Бабушкин сад“. Старушка — это Юрьева, а ведёт её под руку замужняя дочь её Баумгартен».
|  |  |  |

Название «Дурновский переулок» просуществовало до 1952 года. После того, как к нему были присоединены Собачья площадка и Собачий переулок, всё вместе стало называться Композиторской улицей. В 1960-х годах при строительстве проспекта Калинина (ныне Новый Арбат) от Композиторской улицы осталась только её часть — от Садового кольца до Большого Николопесковского переулка. На том месте, где располагался поленовский «дворик», ныне находится двор дома № 17 по Композиторской улице.
За двориком и прилегающими к нему строениями находится белая пятиглавая церковь с колокольней шатрового типа (с конусообразным верхом) — храм Спаса Преображения на Песках, построенный около 1711 года и сохранившийся до нашего времени. В правой части полотна видны очертания другого храма с колокольней — церкви Николая Чудотворца в Плотниках. Эта церковь, построенная в 1691 году, находилась на Арбате, у пересечения с Никольским (с 1922 года — Плотниковым) переулком. Она была снесена в 1932 году. Правее неё едва видны купола ещё одной церкви, расположенной в Пречистенской части Москвы.
В ноябре 1916 года, отвечая москвоведу Ивану Жучкову на вопрос об обстоятельствах создания полотна «Московский дворик», Василий Поленов писал, что он «жил тогда в Малом Толстовском переулке, на углу Трубниковского, близ Смоленского рынка», у церкви Спаса на Песках, которая тогда «была белой, а теперь стала тёмно-серая». По словам Поленова, «в настоящее время ни дворика, ни барского дома уже нет». Нынешнее название Малого Толстовского переулка — Каменная Слобода, и он находится между Композиторской улицей (бывшим Дурновским переулком) и церковью Спаса на Песках. Искусствовед Элеонора Пастон, подробно изучавшая этот вопрос, полагает, что в 1916 году (почти через сорок лет после написания картины) Поленов мог ошибочно указать название соседнего переулка.
|  |  |  |

По сравнению с первоначальным вариантом в полотне 1878 года Поленов изменил формат картины: вместо вертикального он сделал его горизонтальным. Это позволило художнику усилить роль архитектурных сооружений и, в частности, добавить изображение церкви Николая Чудотворца в Плотниках. Кроме этого, церковь Спаса на Песках была выдвинута из-за частично закрывавшего её дома ближе к центру полотна. Усадебный дом тоже стал лучше виден — приоткрылся его портик с колоннами. В результате получился «своеобразный ритм домов и церквей, поддержанный точно и тонко найденными цветовыми отношениями, отсутствием сильных световых контрастов». Однако главным отличием картины от первоначального варианта было использование жанровых мотивов, придавших полотну повествовательность, не нарушив при этом цельности представленного образа, — «обычный московский дворик наполнился смыслом и стал восприниматься как часть увиденной большой жизни, имеющей начало и продолжение».
Чёткая структурированность композиционного решения полотна «Московский дворик» достигается благодаря его относительной замкнутости и «своеобразной „интерьерности“, соподчинённости всех частей картины единому целому». Несмотря на кажущуюся целостность, в пространстве изображения можно выделить отдельные зоны с различными смысловыми акцентами. Первая зона представляет события «дворовой жизни»: зрителю легко войти в «растянутый» передний план, от которого вдоль протоптанной дорожки взгляд переходит к женщине с ведром, от неё направо к стайке кур, колодцу с красной крышей и стоящей лошадке. После этого взгляд направляется в другую зону, находящуюся в глубине двора и за его пределами, — через сарай к другим домам, церкви с колокольней и голубому небу, по которому плывут редкие облака.
Картина «Московский дворик» явилась первым произведением, в котором с особой силой прозвучало «эстетическое кредо» Поленова, наиболее чётко сформулированное им в 1888 году в письме к художнику Виктору Васнецову: «Искусство должно давать счастье и радость, иначе оно ничего не сто́ит. В жизни так много горя, так много пошлости и грязи, что если искусство тебя будет сплошь обдавать ужасами и злодействами, то уже жить станет слишком тяжело».

## Первоначальный вариант (этюд) и авторские повторения
В Третьяковской галерее также хранится первоначальный вариант картины «Московский дворик» (холст на картоне, масло, 49,8 × 39 см, 1877, инв. 11151), который ранее находился у Н. В. Поленовой, а затем — в собрании художника и коллекционера Ильи Остроухова. Картина поступила в Третьяковскую галерею в 1929 году из Музея Остроухова. Поленов называл этот вариант «этюдом» — в списке работ, составленном самим художником, он был записан под номером 123 под названием «Арбатский уголок». В каталогах Третьяковской галереи, изданных в 1952 и 1984 годах, он назывался «эскизом-вариантом».

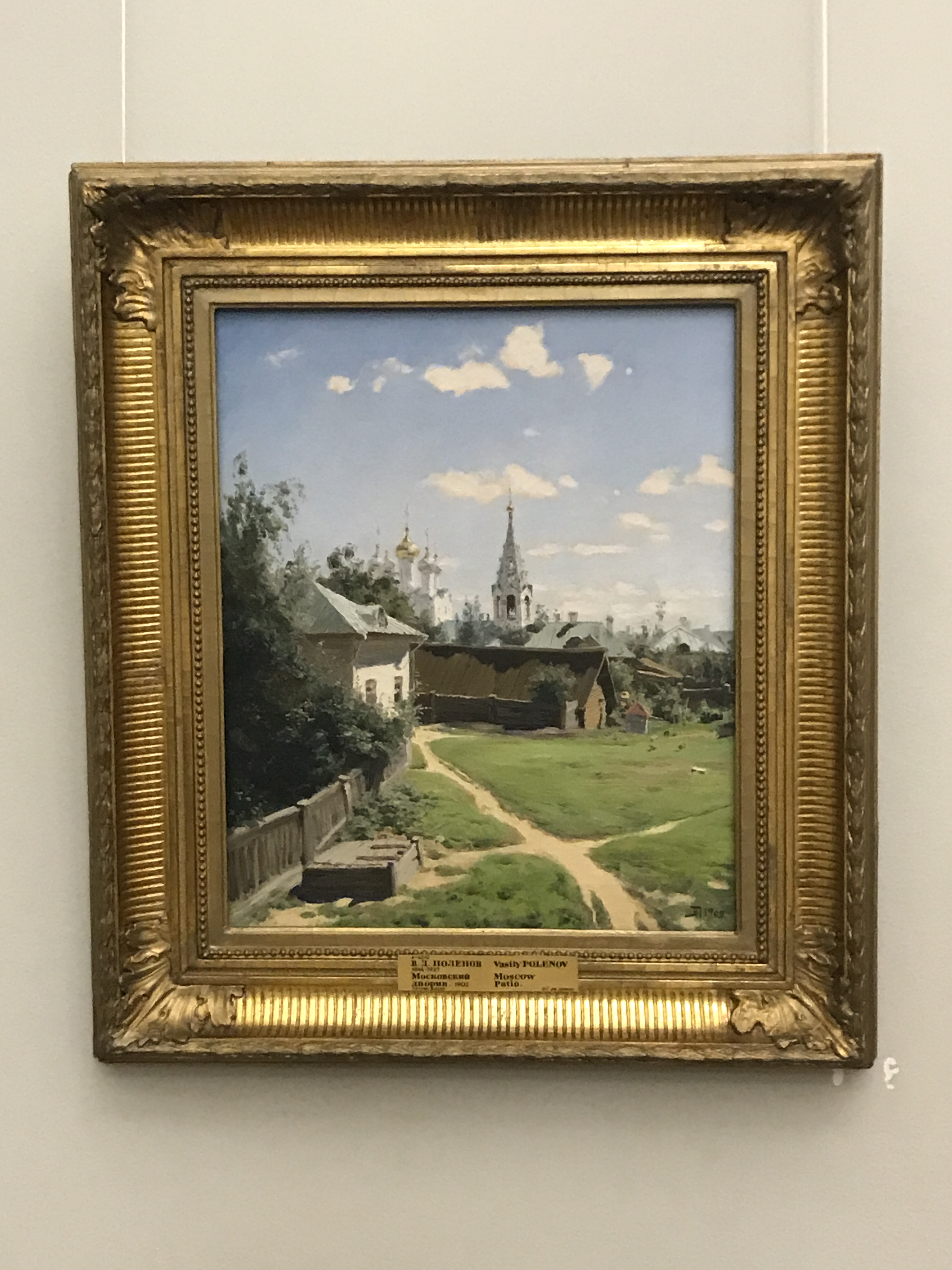
Авторское повторение первоначального варианта картины «Московский дворик» в ГРМ

В том же списке работ Поленова под номером 124 (под тем же названием «Арбатский уголок») было указано авторское повторение, созданное в 1880 году и подаренное художником писателю Ивану Тургеневу, с которым он был знаком с 1874 года. Об этом повторении Поленов рассказывал в одном из своих писем: «Когда Тургенев приезжал на открытие памятника Пушкину, я тоже был у него. Я сделал повторение моего этюда со Спас[ом] на Песках. Я нанял себе квартиру и из неё был вид на эту церковь. Тут же и Собачья площадка, с которой начинается „Дым“. Это Тургеневский уголок. Я ему этот этюд подарил». Художник имел в виду памятник А. С. Пушкину в Москве, который был открыт 6 июня 1880 года. Впоследствии Тургенев хранил это авторское повторение в своём кабинете в Буживале — по словам автора биографии писателя Юрия Лебедева, «при входе в кабинет бросалась в глаза картина В. Д. Поленова „Московский дворик“». Об этом также свидетельствовала Александра Олсуфьева, посетившая Тургенева в Буживале в ноябре 1882 года и передавшая ему текст «Исповеди» Льва Толстого. Этот вариант картины «Московский дворик» (фр. La petite cour de Moscou) хранится в собрании музея Тургенева, открытого на его «даче» в Буживале.
В Государственном Русском музее хранится другое авторское повторение первоначального варианта картины «Московский дворик», созданное Поленовым в 1902 году (холст, масло, 55,2 × 44 см, инв. Ж-4210). Художник подарил его своему другу — врачу и коллекционеру Ивану Трояновскому, у которого было большое собрание картин русских художников. В домашней галерее Трояновского «Московский дворик» был вывешен «на самом почётном месте». Незадолго до своей смерти, последовавшей в 1928 году, Трояновский передал в Русский музей два произведения Поленова из своей коллекции — «Больная» и «Московский дворик».
Ещё одно авторское повторение первоначального варианта картины «Московский дворик», созданное в 1908 году, находится в частном собрании. Оно экспонировалось на персональной выставке Поленова, проходившей в 1950 году в Москве. По некоторым сведениям, это произведение было написано по заказу некоего «господина Кламрот[а]». Кроме этого, известно о существовании двух акварельных повторений, хранящихся в частных собраниях.

## Отзывы
Искусствовед Ольга Лясковская писала, что полотно «Московский дворик» можно рассматривать как вершину среди произведений Поленова, в которых сочетались пейзажная и жанровая темы. Она отмечала, что эта картина стала «наиболее популярным произведением Поленова и заставила признать его подлинно русским художником». По словам Лясковской, эта «полная тишины и уюта» картина «не просто изображает определённый уголок старой Москвы, но даёт незабываемый типический образ, заключающий в себе характерные черты эпохи и её бытового уклада».

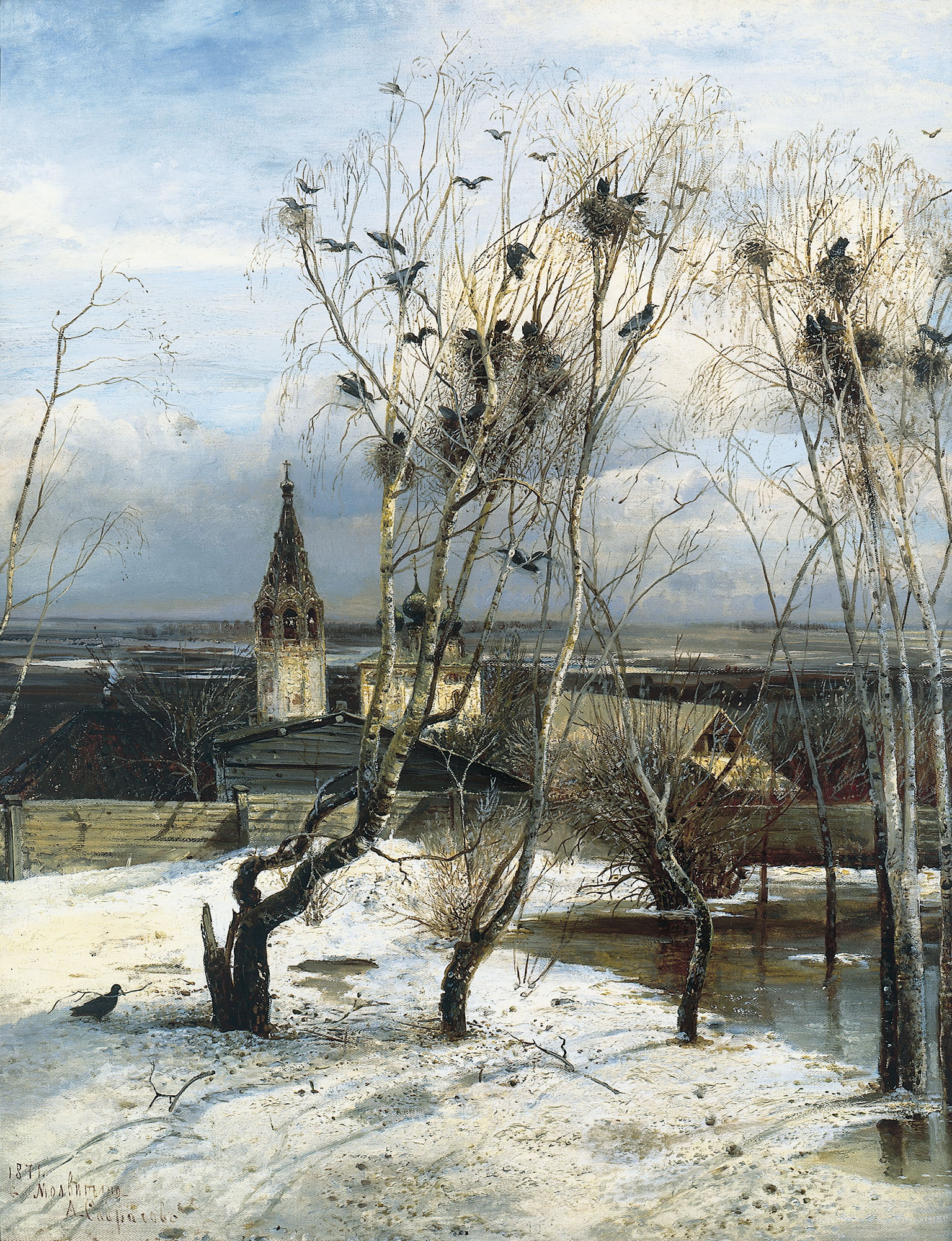
А. К. Саврасов. Грачи прилетели (1871, ГТГ)

В монографии о творчестве Поленова искусствовед Тамара Юрова отмечала, что полотно «Московский дворик» вошло в число «жемчужин русской школы живописи», стало «этапным произведением в истории русского пейзажа», а также послужило наиболее полным и совершенным выражением «темы гармонического бытия человека в природе». По мнению Юровой, поэтичность изображения в «Московском дворике» достигается тем, что «оно связано с тихим и естественным существованием человека — частицы природы, проникнуто радостным приятием бытия, верой в незыблемость красоты жизни». По словам Юровой, Поленов вложил в полотно «всю силу своей любви к жизни, к людям, которая делает поэтичными даже самые обычные и прозаические вещи».
Искусствовед Алексей Фёдоров-Давыдов писал, что картина «Московский дворик» наполнена «простой и ясной задушевной поэтичностью». По его словам, в этом произведении Поленову удалось «поэтически воспринять простейший и будничный мотив», показать зрителю самый обычный вид «как нечто своё, родное, близкое и милое, словно воспоминание детства». По мнению Фёдорова-Давыдова, полотно «Московский дворик» «было новым словом в русской пейзажной живописи и сыграло в ней большую роль».

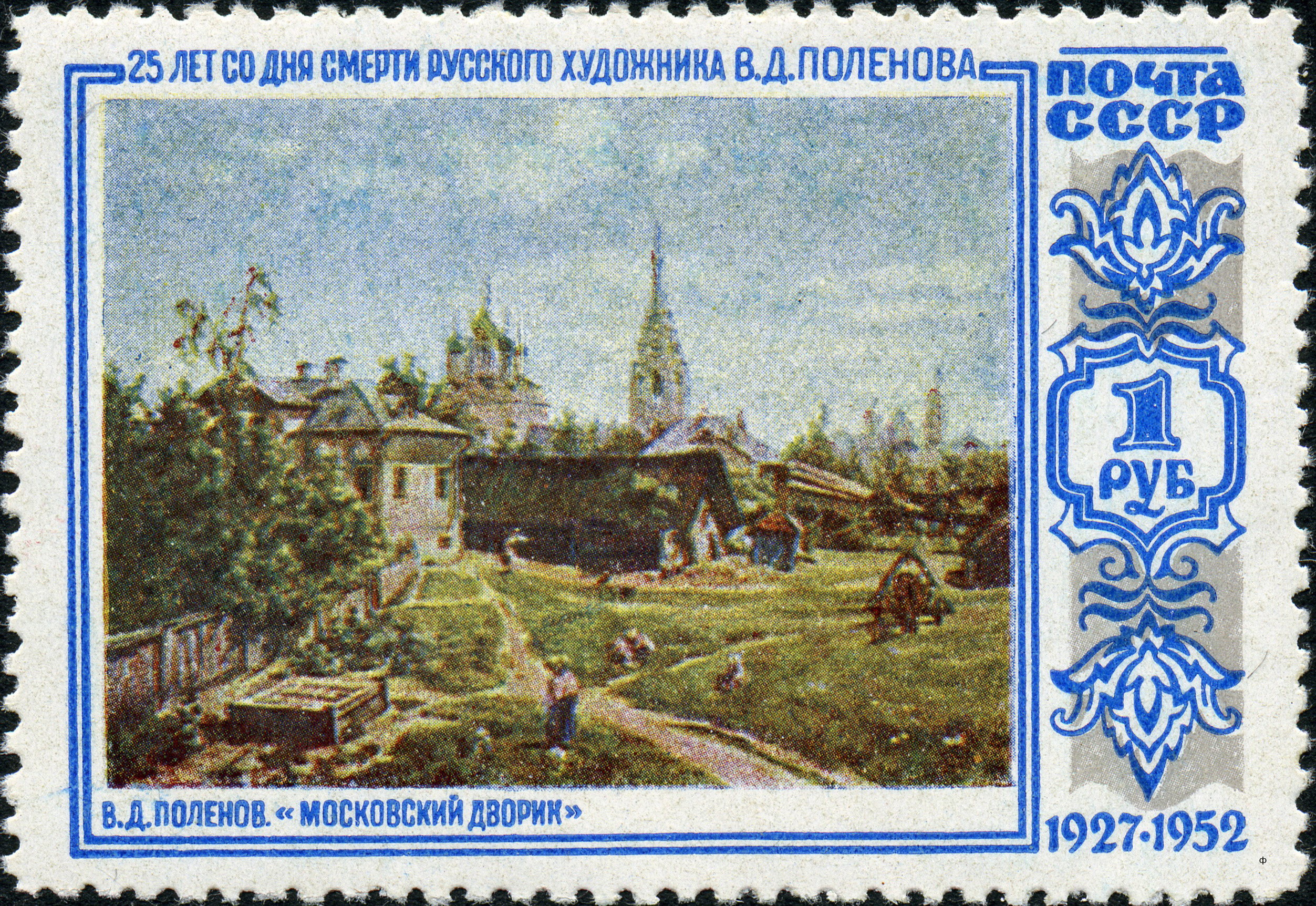
Картина «Московский дворик» на почтовой марке СССР 1952 года

По мнению искусствоведа Элеоноры Пастон, существуют «безусловные переклички» между «Московским двориком» и картиной Алексея Саврасова «Грачи прилетели», представленной на 1-й передвижной выставке в 1871 году (на семь лет раньше «Дворика»). Общими чертами, сближающими эти произведения, были эмоциональная наполненность, простота мотива, а также использование образов русской церковной архитектуры в сочетании с бытовыми постройками. При этом саврасовские «Грачи», содержащие образ пробуждающейся весенней природы, представляют собой «произведение эпического плана, выражающее национальное мировидение художника», в то время как в поленовском «Дворике» «„сюжет“ как бы „подсказан“ сиюминутным чувством художника, вдруг увидевшего красоту обыденного пейзажа». Пастон писала, что в «Московском дворике» ощущается «аромат непосредственного, детски наивного восприятия мира, его радости, его поэзии и его загадочности». Она отмечала, что в этом произведении «композиционная выверенность картины соединилась с её цветовой гармонией в единый завершённый картинный образ, каким он был прочувствован Поленовым».
По словам искусствоведа Фаины Мальцевой, главная сила и художественность образа, созданного Поленовым в «Московском дворике», заключены «в гармоническом единстве пейзажа и жанрового мотива». Она писала, что хорошо продуманное распределение фигур в ограниченном пространстве дворика придаёт изображению «кристальную ясность и целостность, не нарушая при этом непосредственности жизненного впечатления». Перечисляя достоинства картины «Московский дворик», в которой Поленову удалось воплотить «всё лучшее, что связывалось для него с представлением о пейзажно-бытовом жанре», Мальцева отмечала широкое использование художником средств пленэрной живописи и «необычайную чистоту цветовой гаммы».
Искусствовед Виталий Манин называл «Московский дворик» «шедевром пейзажного искусства» и писал, что «одной такой картины достаточно, чтобы войти в историю». Отмечая характерность сочетания пейзажного и бытового жанров в русской живописи второй половины XIX века, Манин писал, что «Московский дворик» представляет собой «не просто лучезарный пейзаж, исполненный светоносными пленэрными красками», а «заключает в себе целую философию». По словам Манина, в этом произведении Поленова «царит поэзия тихой спокойной жизни, обаяние будней, содержащих в себе нечто вечное, незыблемое, неиссякаемый источник счастья человеческого бытия».

## Комментарии
1. ↑  В 1936 году на месте изображённой на картине усадьбы было построено четырёхэтажное здание школы. Позже она получила статус специальной школы с углублённым изучением французского языка и впоследствии была переименована в 12-ю спецшколу. В 2013 году после объединения с другими корпусами школа получила статус гимназии и новое название — гимназия № 1231 имени В. Д. Поленова[73].